# Журавское (Луганская область)
Журавское (укр. Журавське) — село в Меловском районе Луганской области Украины. Входит в Великоцкий сельский совет.
Ближайший населенный пункт с постоянным населением к крайней восточной точке Украины.

## История
Первое упоминание о населенном пункте относится к 1902 году. Именно тогда в Харьковской губернии Российской империи был основан хутор Журавский.
В 1953 году хутор получил статус села. В этом же году в селе была открыта Журавская средняя школа.
В советское время село являлось центром совхоза "Шахтёр", но в июле 1995 года Кабинет министров Украины утвердил решение о приватизации совхоза.
Население по переписи 2001 года составляло 296 человек.
В 2015 году по подсчётам местных жителей население составило до 60 человек.

## Местный совет
92505, Луганська обл., Міловський р-н, с. Великоцьк, вул. Міловська, 15  (укр.)